# روب أش
روب أش (بالإنجليزية: Rob Ash)‏ هو مدير فني أمريكي، ولد في 9 يوليو 1951 في دي موين في الولايات المتحدة.